# Slavoj Brichcín
Slavoj Brichcín (* 7. února 1935, Čermná) je český sexuolog a psychiatr, soudní znalec v těchto oborech.

## Život
Vyrůstal v Čermné na Domažlicku v učitelské rodině jako prostřední ze tří dětí. Do první třídy začal chodit už v pěti letech, učil ho jeho otec. Maturoval proto již v 17 letech.
Absolvoval gymnázium v Domažlicích. Přál si studovat literární vědu, kvůli politickým poměrům byl však vyslán na lékařskou fakultu Univerzity Karlovy v Plzni. Ve vyšších semestrech studoval zároveň dva roky psychologii na Filozofické fakultě UK.
Poté působil v psychiatrické léčebně v Dobřanech, od roku 1961 v Českých Budějovicích a pak v Praze. Po roce 1986 se stal primářem Psychiatrické léčebny v Bohnicích.
Byl jmenován členem Centrální etické komise Ministerstva zdravotnictví ČR. Založil a organizoval Bohnické sexuologické dny. Vede psychoterapeutickou sekci České křesťanské akademie. Je dlouholetým členem Psychiatrické, Sexuologické a Psychoterapeutické společnosti ČLS J. E. Purkyně.

### Osobní život
Slavoj Brichcín je ženatý. Měl pět dětí, jedna dcera a jeden syn v dospělosti zemřeli.